# Computerized Physician Order Entry
Computerized Physician Order Entry (CPOE) bezeichnet die elektronische Arzneimittelverordnung, also die elektronische Erfassung und Verarbeitung von therapeutischen Anweisungen eines Arztes. Ziel ist die Steigerung der Medikationssicherheit und die Reduktion von Kosten.

## Abgrenzung
Im Deutschen kann „Computerized Physician Order Entry“ mit elektronischer Arzneimittelverordnung übersetzt werden. Computerized Physician Order Entry bezieht sich im engeren Sinne nur auf Arzneimittelverordnungen. Nur selten werden damit auch andere ärztliche Anordnungen gemeint wie z. B. Anordnungen von Laboruntersuchungen oder radiologischen Untersuchungen. In diesem Fall wird CPOE auch als „Computerized Provider Order Entry“ ausgeschrieben.

## Bedeutung
Medikationsfehler können in allen Schritten des Medikationsprozesses auftreten. Am häufigsten sind Fehler in der Verordnung, wie Doppelverschreibungen, Nicht-Berücksichtigung von notwendigen Dosisanpassungen, Übersehen von Gegenanzeigen oder Wechselwirkungen oder schlicht Lesefehler, gefolgt von Fehlern bei der Anwendung bzw. Einnahme.
Etwa 50 % aller Medikationsfehler gelten als vermeidbar. Alleine in Deutschland sterben nach Schätzung pro Jahr bis zu 58.000 Patienten aufgrund von Fehlern in der Arzneimitteltherapie.

## Entscheidungsunterstützende Funktionen (CPOE-CDS)
CPOE-Systeme können entscheidungsunterstützende Funktionen anbieten und so erheblich zur Medikationssicherheit beitragen. Dazu gehören computerbasierte Unterstützungsmöglichkeiten für den Arzt, inkl. der elektronischen Überprüfung der Verordnung, eine Funktion, die in sogenannten „CPOE-CDS“-Systemen integriert ist. Das „CDS“ („clinical decision support“) bietet dem Arzt durch Warnungen, Eingabeaufforderungen und Anweisungen grundlegende Entscheidungsunterstützung bei:
- Überprüfung auf Vorliegen einer Allergie
- Anbieten von Standarddosierungen
- Unterstützung bei der Umstellung auf hausintern empfohlene Medikamente (Positivliste)
- Prüfung auf Doppelverordnung des gleichen Arzneimittels oder Arzneimittelwirkstoffes
- Prüfung auf Wechselwirkungen zwischen Medikamenten

Erweiterte Entscheidungsunterstützung:
- Unterstützung bei der Dosisberechnung unter Berücksichtigung von Alter, Gewicht, Körperoberfläche, Nierenfunktion etc.
- Unterstützung bei der Anforderung von Laboruntersuchungen zum Monitoring der Wirkung
- Überprüfung auf Kontraindikationen
- Überprüfung auf das Vorliegen einer Schwangerschaft.

## Verbreitung
Seit dem Aktionsplan für Patientensicherheit durch das Bundesministerium für Gesundheit im Jahr 2007 wurde eine Vielzahl von Aktivitäten zur Arzneimitteltherapiesicherheit in Deutschland initiiert und koordiniert.
Laut dem IT-Report Gesundheitswesen setzten 2012 27 % aller deutschen Krankenhäuser eine rechnergestützte Dokumentation der Arzneimitteltherapie ein. Ein Viertel der befragten Krankenhäuser gab dabei an, dass in zumindest einer organisatorischen Einheit auch arzneimittelbezogene Alarmmeldungen (z. B. Allergien, Wechselwirkungen) im Einsatz sind.
Die Verbreitung in Deutschland ist damit geringer als in den USA, wo schon 2008 34 % der Akutkrankenhäuser ein CPOE-System im Einsatz hatten.

## Studienlage
Zahlreiche Studien und Übersichtsarbeiten deuten darauf hin, dass durch die elektronische Arzneimittelverordnung Medikationsfehler reduziert und damit die Sicherheit der Patienten deutlich verbessert werden kann. Zu den positiven Auswirkungen gehören:
- Verbesserung der Lesbarkeit von Verordnungen
- Verbesserung der Vollständigkeit von Verordnungen
- Bessere Übersicht über die Medikationshistorie eines Patienten
- Unterstützung von Dosisberechnungen
- Unterstützung durch Warnmeldungen (z. B. bei Wechselwirkungen, Allergien, Überdosierung)
- Verbesserung der Medikationssicherheit.

Insgesamt können CPOE-Systeme damit den Medikationsprozess effektiv unterstützen und die Medikationssicherheit verbessern.
Andere Studien weisen auf mögliche Probleme bei der Planung, Einführung und Nutzung von CPOE-Systemen hin. Zu den Problemen und Risiken gehören:
- Zusätzlicher Zeitaufwand für die Dokumentation
- Fehlende Benutzerfreundlichkeit der CPOE-Systeme
- Unzureichende Ausstattung mit mobilen Werkzeugen
- Ungenügende Schulung der CPOE-Benutzer
- Fehler in der Parametrierung des CPOE-Systems (z. B. klinisches Arbeitsplatzsystem)
- Ungenügende Anpassung der Prozesse bei Einführung des CPOE-Systems
- Fehlende Schnittstellen zu anderen IT-Systemen
- Verringerung der mündlichen Kommunikation zwischen involvierten Personen
- Überflutung mit klinisch bedeutungslosen Warnmeldungen
- Fehler in der Software
- Zu starkes Vertrauen in die Empfehlungen des CPOE-Systems

CPOE-Systeme können bei unzureichender Einführung und Nutzung damit den Medikationsprozess stören, die Medikationssicherheit negativ beeinflussen und damit unter Umständen auch die Mortalität von Patienten erhöhen.